# Tsukubai

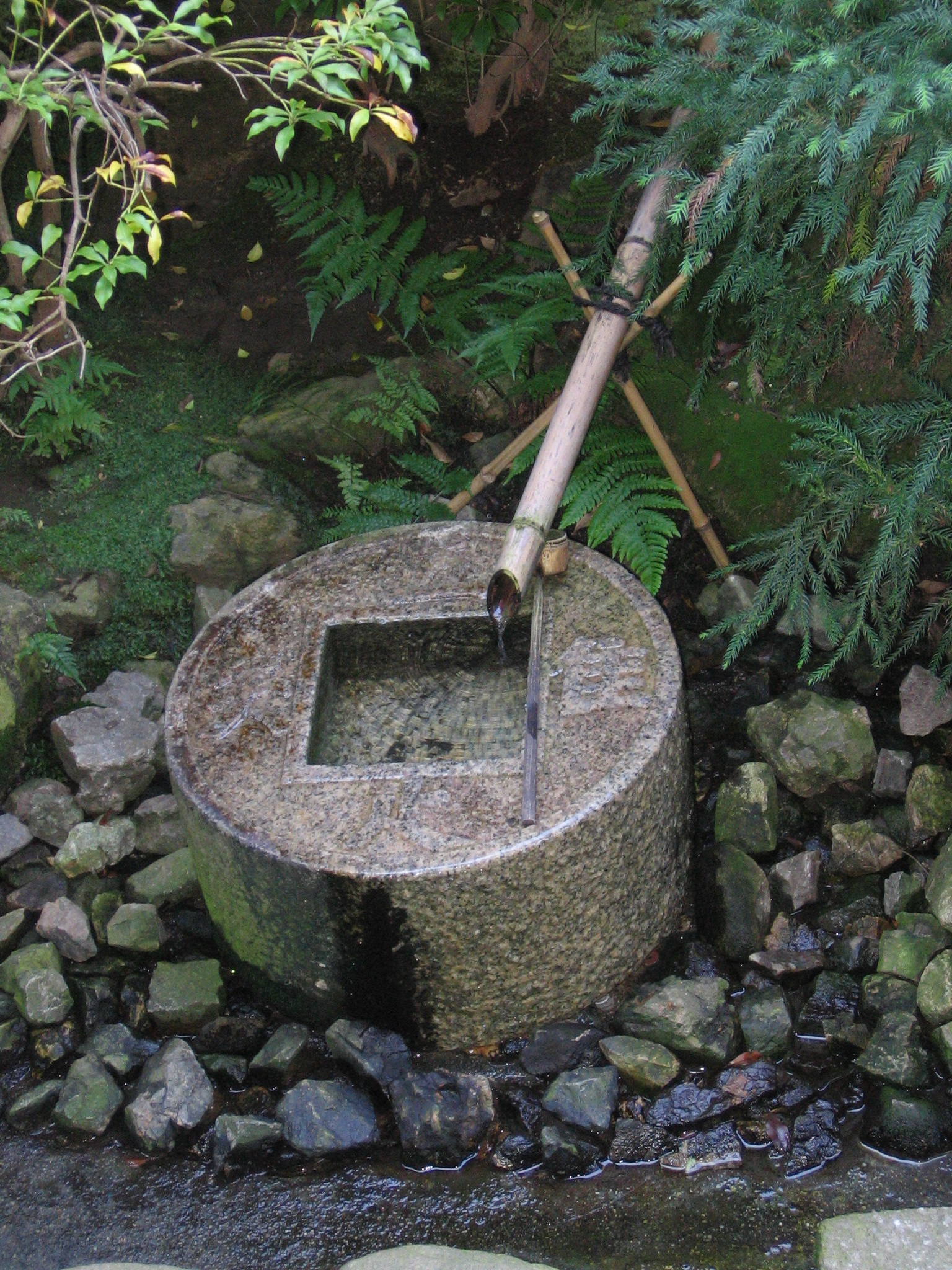
Tsukubai du temple de Ryoanji.

Le tsukubai (蹲踞, littéralement « bassin où l’on se penche »), est un petit bassin d’ablution que l’on trouve souvent dans les chaniwa (茶庭), les jardins entourant les pavillons de cérémonie de thé. Le bassin sert à se purifier les mains et la bouche avant la cérémonie, conformément à la tradition héritée du shintoïsme. La position basse du bassin oblige les personnes à se baisser en signe d’humilité d’où le nom de « bassin où l’on se penche ».
Le tsukubai peut prendre différentes formes, mais correspond généralement à une pierre creusée alimentée en eau par un tube en bambou. Une louche sert aux ablutions.

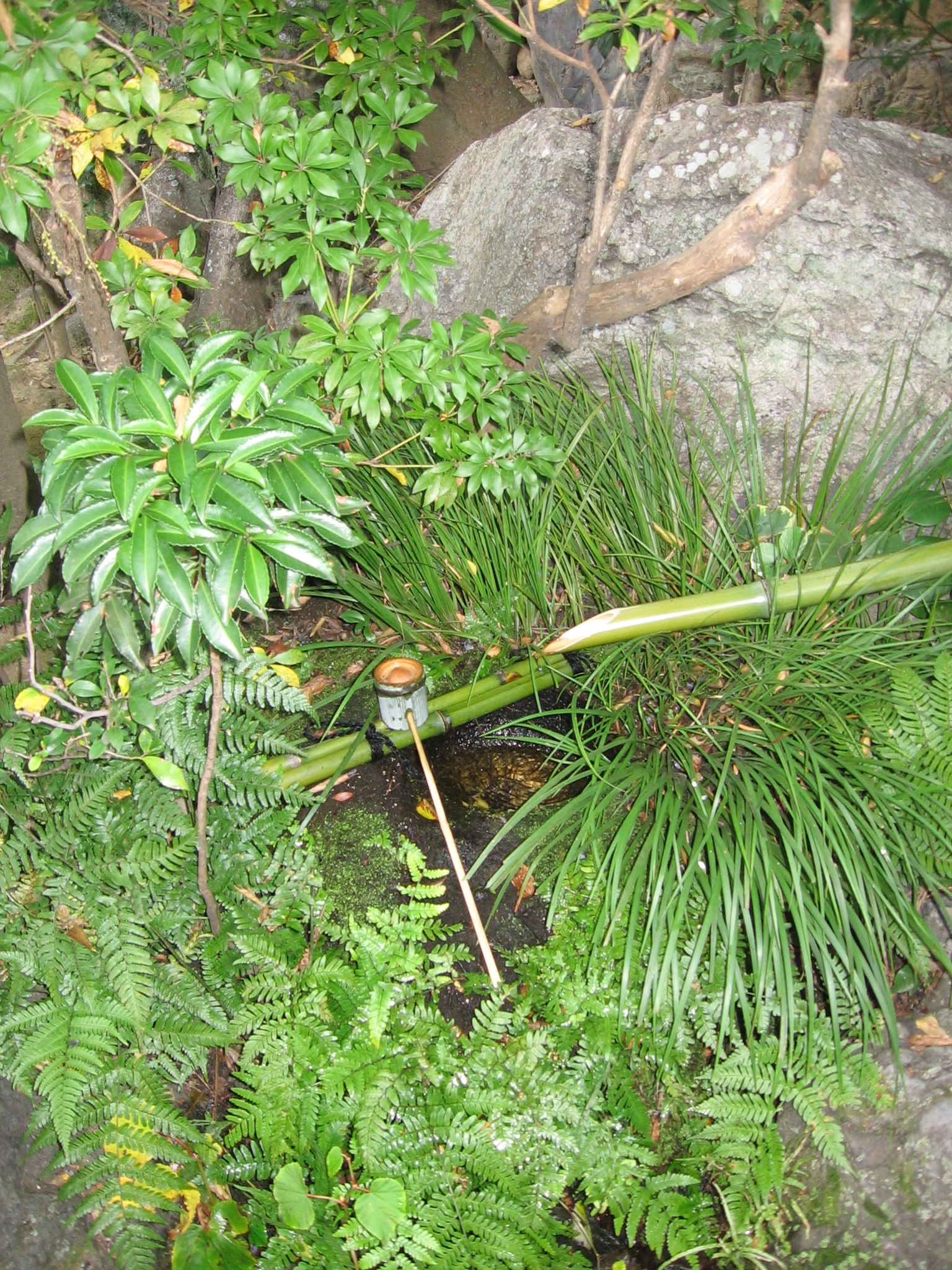
Tsukubai dans le jardin du temple de Taizō-in.